# П'єро Вівареллі
П'єро Вівареллі (італ. Piero Vivarelli Сієна, 26 лютого 1927 – Рим, 7 вересня 2010) — італійський режисер, сценарист і пісняр.

## Біографія
Наслідуючи приклад молодшого брата Роберто, П'єро Вівареллі у дуже молодому віці став добровольцем десятої флотилії Італійської соціальної республіки після смерті свого батька у 1942 році від рук югославських партизан. З 1949-го по 1990 рік був активістом партії Італійський соціальний рух.
Його найвідомішими фільмами стали: «Ріта, американська дочка» (1965) з Тото у головній ролі, «Містер Х» (1967) з Рітою Павоне, «Зміїний бог» (1970) з Надею Кассіні і «Чорний декамерон» (1972). Останнім фільмом Вівареллі стала комедія «Орієнтир» (1998). У багатьох фільмах використовував псевдоним Donald Murray.
У 1960 році був автором радіопередачі «La coppa del Jazz» на італійському Radio 2. 
П'єро Вівареллі також відомий як поет-пісняр (він написав тексти до таких відомих пісень як: «24.000 baci» і «Il tuo bacio è come un rock», які виконував Адріано Челентано). Вівареллі посідав пост голови приймальної комісії на Пісенному фестивалі в Сан-Ремо. Він також писав пісні для Міни Мадзіні («Vorrei sapere perché»), Літтл Тоні («Che tipo rock»), Пеппіно ді Капрі («Non siamo più insieme» і «Domani è un altro giorno»).
Став єдиним італійцем, що отримав картку Комуністичної партії Куби від Фіделя Кастро.

## Фільмографія
Режисер
- I girovaghi (1956)
- Сан-Ремо, великий виклик (1960)
- Я цілую… ти цілуєш (1961)
- Oggi a Berlino (1962)
- Il vuoto (1964)
- Суперпограбування в Мілані (1964)
- Ріта, американська дочка  (1965)
- Містер X (1967)
- Satanik (1968)
- Зміїний бог (1970)
- Чорний декамерон (1972)
- Codice d'amore orientale (1974)
- Nella misura in cui (1979)
- L'addio a Enrico Berlinguer (1984)
- Provocazione  (1988)
- Орієнтир (1998)